# Ярославцев, Виктор Михайлович
Виктор Михайлович Ярославцев (16 июля 1945 — 3 марта 1996) — советский хоккеист, нападающий, чемпион мира и Европы (1967), заслуженный мастер спорта. Младший брат Валерия Ярославцева.

## Биография
С 1958 года играл в хоккейной команде ДЮСШ «Спартак» в Москве.
В 1961—1973 годах Виктор Ярославцев выступал за команду «Спартак» (Москва). В её составе в 1962, 1967 и 1969 годах он становился чемпионом СССР, также пять раз был серебряным и три раза — бронзовым призёром чемпионата СССР. Всего в составе «Спартака» в чемпионатах СССР провёл около 340 матчей, забросив 137 шайб. Его партнёрами по тройке нападения в разные годы были Александр Якушев, Владимир Шадрин, Геннадий Крылов и Константин Климов.
В составе сборной СССР участвовал в чемпионате мира 1967 года, где вместе с командой завоевал звание чемпиона мира и Европы по хоккею. Всего за сборную СССР провёл 43 игры, забросив три шайбы.
В 1974—1977 годах выступал за австрийскую команду «Капфенбергер ШФ».
Умер 3 марта 1996 года. Похоронен на Преображенском кладбище.

## Достижения
- Чемпион мира и Европы — 1967[6].
- Чемпион СССР — 1962, 1967, 1969[1].
- Серебряный призёр чемпионата СССР — 1965, 1966, 1968, 1970, 1973[1].
- Бронзовый призёр чемпионата СССР — 1963, 1964, 1972[1].
- Обладатель Кубка СССР — 1970, 1971[1].
- Финалист Кубка СССР — 1967[2].
- Чемпион I зимней Спартакиады народов СССР (1962)[2].